# Мис, Герберт
Герберт Мис (нем. Herbert Mies; 23 февраля 1929 года, Мангейм, Баден-Вюртемберг, Германия — 14 января 2017 года, Мангейм, Баден-Вюртемберг, Федеративная Республика Германия) — немецкий политический и общественный деятель, председатель Германской коммунистической партии (1973—1990).

## Биография
Воспитывался в революционных традициях, его отец был рабочим и до 1933 года состоял в Коммунистической партии Германии (КПГ). Окончив народную школу, полтора года учился на учителя. В 1944 году за свои антифашистские взгляды и отказ от вступления в национал-социалистические организации он был исключён из школы.
Несколько лет работал на заводах «Броун, Бовери унд К» в Мангейме.
По окончании Второй мировой войны в 1945 году вступил в профсоюз и Коммунистическую партию Германии (КПГ). Активный участник Союз свободной немецкой молодёжи (ССНМ), впоследствии член ЦК ССНМ, в 1945 году участвовал в борьбе молодёжи против ремилитаризации. В 1947—1949 годах проходил обучение в Высшей партийной школе имени Карла Маркса, в 1956—1959 годах — на факультете социальных и административных наук. С 1961 по 1963 год он также получал образование наборщика-издателя.
В 1949—1953 годах являлся членом Центрального бюро и до 1956 года председателем нелегального в Западной Германии Союза Свободной Немецкой Молодёжи. С 1954 года он член Центрального Комитета, с 1963 года — кандидат и секретарь Правления Коммунистической партии Германии (КПГ). После запрета КПГ в 1956 году продолжал вести активную политическую и публицистическую деятельность.
В 1954 году вместе с Клаусом Райнером Рёлем основал журнал «Студенческий курьер» (нем. Studentenkurier), который впоследствии был преобразован в журнал Konkret.
С 1969 года он — заместитель председателя, а с 1973 по 1990 год — председатель Германской коммунистической партии (ГКП). С ноября 1971 года возглавлял также Секретариат Правления ГКП.
Указом Президиума Верховного Совета СССР от 22 февраля 1979 года за большие заслуги в борьбе за дело мира, демократии и социального прогресса, за установление и развитие дружественных отношений между народами Федеративной Республики Германии и Советского Союза и в связи с пятидесятилетием со дня рождения награждён орденом Ленина.
В 1987 году был удостоен Международной Ленинской премии «За укрепление мира между народами».
В 1990 году сложил с себя полномочия председателя партии. Его преемником на посту председателя ГКП стал Хайнц Штер. До 1997 года Мис участвовал в общественно-политической жизни в качестве почётного председателя кружка изучения истории и политики города Мангейм, также был почётным председателем группы взаимопомощи Мангейма.
В 1994 году на несколько дней был взят под стражу после того как отказался давать показания в расследовании о финансировании ГКП властями ГДР.

## Книги
- Коммунисты и социал-демократы в Федеративной Республике (с соавт.), 1971
- Пути и цели ГКП, 1979
- Правый поворот, 1983
- Посторонние? Зависимость и независимость ГКП, 1995
- … во французском Сопротивлении, 1997
- С единой целью. От молодых до старых коммуниста. Воспоминания, Берлин, 2009